# Osîkuvate, Bobrîneț
Osîkuvate (în ucraineană Осикувате) este un sat în comuna Kuibîșeve din raionul Bobrîneț, regiunea Kirovohrad, Ucraina.

## Demografie
Componența lingvistică a localității Osîkuvate
     Ucraineană (93,86%)
     Rusă (3,51%)
     Alte limbi (0,88%)
Conform recensământului din 2001, majoritatea populației localității Osîkuvate era vorbitoare de ucraineană (93,86%), existând în minoritate și vorbitori de rusă (3,51%) și armeană (1,75%).